# Aphis peucedani
Aphis peucedani är en insektsart. Aphis peucedani ingår i släktet Aphis och familjen långrörsbladlöss. Inga underarter finns listade i Catalogue of Life.